# Лендорф (Паншвиц-Кукау)

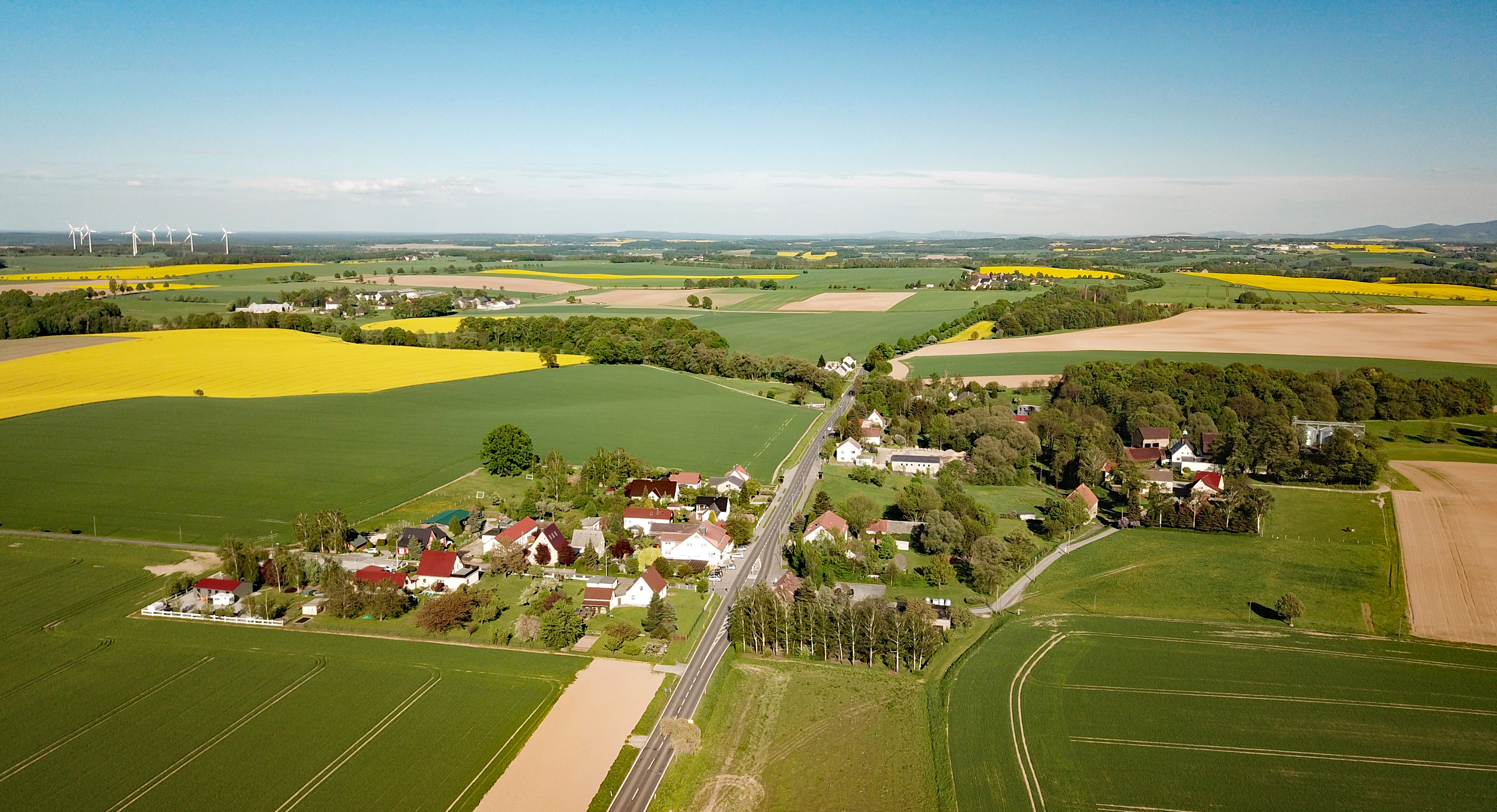

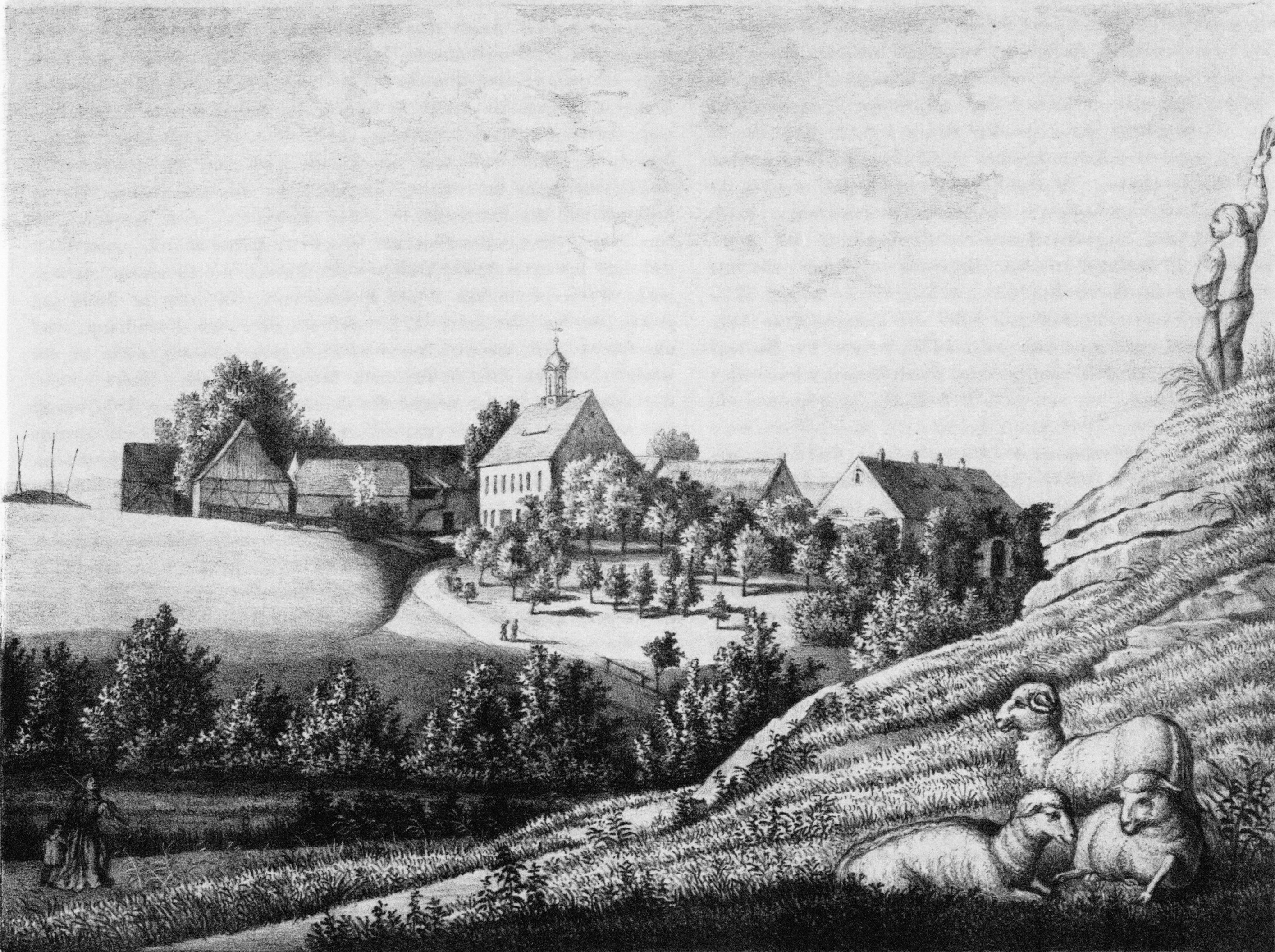
Лендорф, гравюра 1850 год

Ле́ндорф или Ле́йно (нем. Lehndorf; в.-луж. Lejno) — деревня в Верхней Лужице, Германия. Входит в состав коммуны Паншвиц-Кукау района Баутцен в земле Саксония. Подчиняется административному округу Дрезден.

## География
Располагается на автомобильной дороге Баутцен — Каменц примерно в 15 километрах северо-западнее Будишина и примерно в четырёх километрах на юго-восток от административного центра коммуны Паншвиц-Кукау.
Соседние населённые пункты: на cевере — деревня Копшин коммуны Кроствиц, на северо-востоке — деревня Нукница коммуны Кроствиц, на востоке — деревня Поздецы коммуны Гёда, на юге — деревни Вучкецы коммуны Буркау и деревня Часецы, на западе — деревня Зибиц.

## История
Впервые упоминается в 1423 году под наименованием Leyn.
С 1957 по 1974 года входила в состав коммуны Зибиц и Чашвиц. С 1974 года входит в современную коммуну Паншвиц-Кукау.
В настоящее время деревня входит в состав культурно-территориальной автономии «Лужицкая поселенческая область», на территории которой действуют законодательные акты земель Саксонии и Бранденбурга, содействующие сохранению лужицких языков и культуры лужичан.
Исторические немецкие наименования.
- Behnis vom Lehin, Leyn, 1423
- B. und J. vom Leyne, 1438
- Lehne, 1500
- Lehn, 1643
- Lehndorff, 1777
- Lehn bey Prischwitz, 1800
- Lehndorf, Lehn bey Crostwitz, 1836

## Население
Официальным языком в населённом пункте, помимо немецкого, является также верхнелужицкий язык.
Согласно статистическому сочинению «Dodawki k statisticy a etnografiji łužickich Serbow» Арношта Муки в 1884 году в деревне проживало 106 человек (из них — 95 серболужичан (90 %)).
Лужицкий демограф Арношт Черник в своём сочинении «Die Entwicklung der sorbischen Bevölkerung» указывает, что в 1956 году при общей численности в 221 человек серболужицкое население деревни составляло 50,2 % (из них верхнелужицким языком владели 81 взрослый и 30 несовершеннолетних).
| 1834 | 1871 | 1890 | 1910 | 1925 | 1939 | 1946 | 1950 | 1964 | 2005 | 2010 | 2015 | 2017 |
| ---- | ---- | ---- | ---- | ---- | ---- | ---- | ---- | ---- | ---- | ---- | ---- | ---- |
| 87   | 113  | 123  | 142  | 169  | 164  | 271  | 240  | 285  | 122  | 111  | 109  | 112  |

## Известные жители и уроженцы
- Рудольф Квернер (1893—1945) — один из высших офицеров СС и руководителей полиции времён Третьего рейха
- Ян Ларас (1845—1921) — серболужицкий писатель, поэт, переводчик и педагог.